# Астанлы (Джалилабадский район)
Астанлы (азерб. Astanlı) — село в Джалилабадском районе Азербайджана. 

## География
Расположено в предгорной местности на берегу реки Хямширя, в 8 км к юго-западу от районного центра города Джалилабада.

## История
Село основано в XIX веке представителями рода астанлы. Сведения середины того же века упоминают «татарскую» (азербайджанскую) деревню Астанлу. В 1933 году в районе также отмечался населённый пункт Астанабад. Схожий ойконим встречается в частности в Казахстане — город Астана.

## Население
По материалам посемейных списков на 1886 год, в селении Астанлу Болгаринского (Булгаринского) сельского общества Себидажского участка Ленкоранского уезда насчитывалось 24 дыма  и 141 житель. Национальность жителей обозначалась как азербайджанцы (в источнике «татары»). Религиозная принадлежность — мусульмане-шииты.
По состоянию на 2008 год численность населения села составляла 562 человек. В селе развиты зерноводство, животноводство. В советское время в Астанлы также было развито виноградарство. Из инфраструктуры имеются средняя школа, дом культуры, библиотека, амбулатория.